# Chyliza pseudomunda
Chyliza pseudomunda är en tvåvingeart som beskrevs av Shatalkin 1998. Chyliza pseudomunda ingår i släktet Chyliza och familjen rotflugor. Inga underarter finns listade i Catalogue of Life.